# Gerard Barrabeig
Gerard Barrabeig Pons (Tarragona, España; 10 de agosto de 1994) es un expiloto de automovilismo español. De su corta trayectoria en el mundo del motor, destacan los buenos resultados en el mundo del karting.

## Carrera

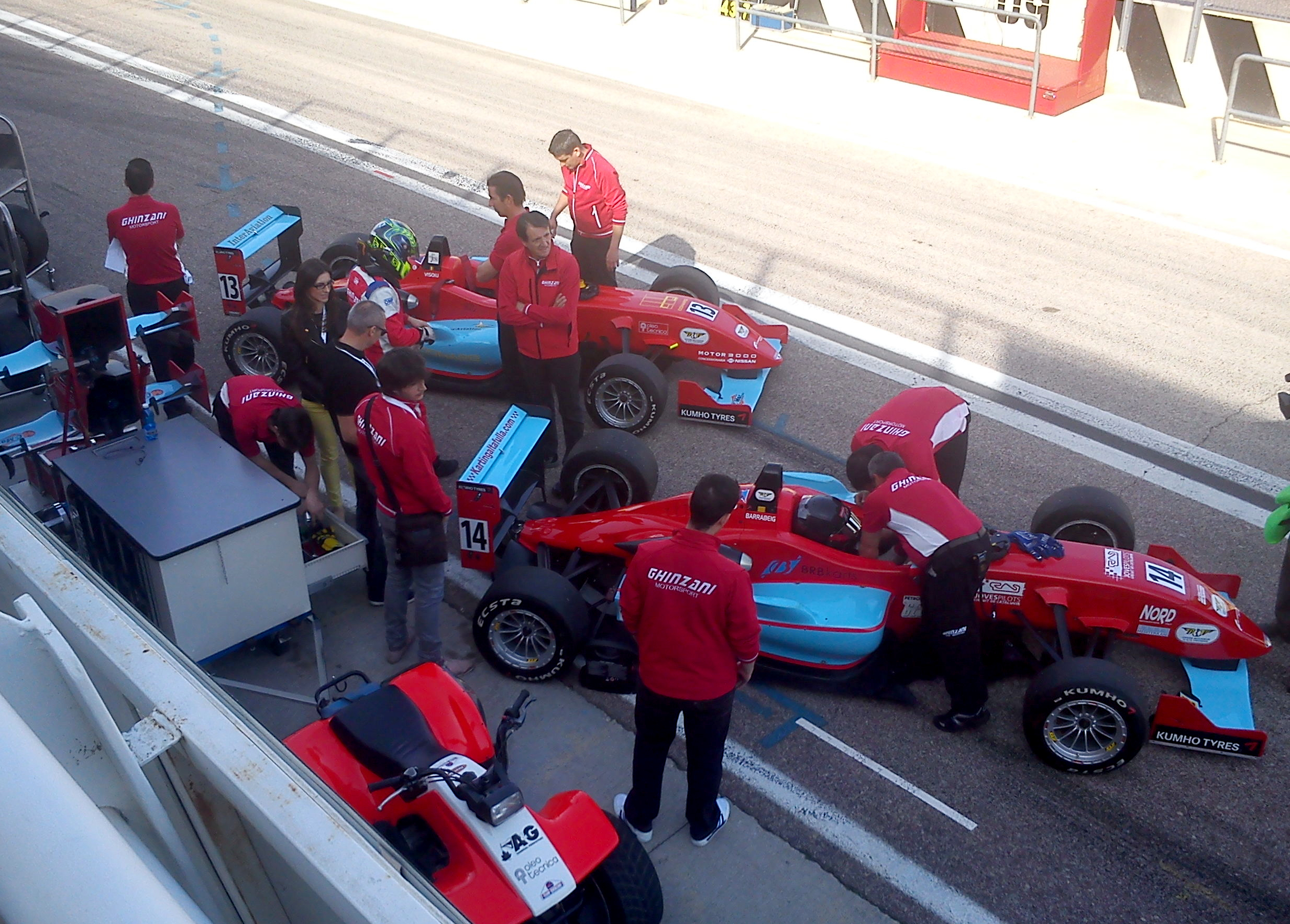
Gerard Barrabeig (coche inferior) antes de salir a carrera en el Circuit Ricardo Tormo (2012)

### Karting
Gerard empezó en 2003 con el karting a la edad de 9 años, a pesar de ser su primer año en competiciones oficiales vence la Copa Catalana de Resistencia y se proclama subcampeón del campeonato de Catalunya Alevín y de la Copa de Campeones. En 2004 consigue el subcampeonato de Cataluña y gana el Open Nacional, para la temporada siguiente, logra ser Subcampeñon de España y 4º del campeonato Catalán Cadete. En 2006 y 2007 vence el campeonato de Catalunya en las categorías Júnior y KF3 respectivamente, además de ser subcampeón de España ese último año. En 2008 y 2009 se proclama campeón de España KF3 por delante de Carlos Sainz Jr. y queda cuarto en las WSK World Series. En 2010 queda subcampeón de la Winter Cup de Lonato y cuarto del campeonato de España KF2.
Estos resultados le valieron para entrar en el Programa de Jóvenes Pilotos del Circuit de Catalunya y en la Ferrari Driver Academy.

### Fórmulas
Gerard Barrabeig dio el salto a los fórmulas en 2011 realizando en su caso la Fórmula Abarth europea e italiana. Tras una intensa campaña que superó las 20 carreras, logró ser el mejor rookie del campeonato europeo que cerró como 5º absoluto, mientras fue 4º dentro del campeonato italiano del mismo.
En 2012 empieza disputando el campeonato de Italia de Fórmula 3, pero tras disputar las 3 primeras rondas, habiendo obtenido un podio en el Circuit Ricardo Tormo, se pasa a disputar el European F3 Open con la escudería Corbetta Competizioni, donde ocupa el lugar que había dejado Fran Suárez. Logra terminar 4º de la clase Copa a pesar de no haber disputado las 2 primeras rondas, consiguiendo una victoria en la penúltima carrera del campeonato en el Circuit de Catalunya. 
Para la temporada 2013, el piloto inicia una campaña de micromecenazgo para poder seguir participando en el campeonato, pero no consigue los apoyos necesarios y se ve obligado a apartarse de la competición.

## Resultados
| Temporada    | Series                            | Escudería            | Carreras | Victorias | Poles | VR | Podios | Puntos | Pos. |
| ------------ | --------------------------------- | -------------------- | -------- | --------- | ----- | -- | ------ | ------ | ---- |
| 2011         | Fórmula Abarth Europea            | BMW Target           | 14       | 1         | 1     | 0  | 2      | 72     | 5º   |
| 2011         | Fórmula Abarth Italiana           | BMW Target           | 14       | 1         | 1     | 1  | 4      | 101    | 4º   |
| 2012         | Campeonato de Italia de Fórmula 3 | Team Ghinzani        | 9        | 0         | 0     | 0  | 1      | 40     | 12º  |
| 2012         | European F3 Open                  | Cobetta Competizioni | 12       | 0         | 0     | 0  | 0      | 22     | 14º  |
| 2012         | European F3 Open-Clase Copa       | Cobetta Competizioni | 12       | 1         | 0     | 0  | 7      | 59     | 4º   |
| Referencias: |                                   |                      |          |           |       |    |        |        |      |

### European F3 Open
| Temporada | Escudería             | ALG | ALG | NÜR | NÜR | SPA | SPA | BRH | BRH | LEC | LEC | HUN | HUN | MON | MON | CAT | CAT | Pos | Pts |
| --------- | --------------------- | --- | --- | --- | --- | --- | --- | --- | --- | --- | --- | --- | --- | --- | --- | --- | --- | --- | --- |
| 2012      | Corbetta Competizioni |     |     |     |     | Ret | 16  | 13  | Ret | 9   | 12  | 9   | 12  | 11  | 7   | 9   | 9   | 14º | 22  |

### European F3 Open - Clase Copa
| Temporada | Escudería             | ALG | ALG | NÜR | NÜR | SPA | SPA | BRH | BRH | LEC | LEC | HUN | HUN | MON | MON | CAT | CAT | Pos | Pts |
| --------- | --------------------- | --- | --- | --- | --- | --- | --- | --- | --- | --- | --- | --- | --- | --- | --- | --- | --- | --- | --- |
| 2012      | Corbetta Competizioni |     |     |     |     | Ret | 16  | 13  | Ret | 9   | 12  | 9   | 12  | 11  | 7   | 9   | 9   | 4º  | 59  |